# 고흥 신호리 석주
고흥 신호리 석주(高興 新虎里 石柱)는 대한민국 전라남도 고흥군 도화면 신호리에 있는 돌기둥이다. 1992년 3월 9일 전라남도의 문화재자료 제185호로 지정되었다.

## 개요
넓은 들판 한가운데 서 있는 높이 422cm의 석주 즉, 돌기둥으로, 마을에서는 석당간이나 탑이라고 부른다. 마을에 전하는 이야기에 따르면, 백제 때에는 이곳에 한자사 또는 한사라는 절이 있었다고 한다.
당간지주는 사찰 입구에 설치하는 것으로, 절에 행사나 의식이 있을 때면 당(부처와 보살의 성덕을 표시한 기)을 달아 두는데 이 깃발을 거는 길다란 장대를 당간이라 하고, 당간을 양쪽에서 지탱시켜주는 두 돌기둥을 당간지주라 한다.
이 석주는 네모진 기단(基壇) 위에 돌기둥을 꽂은 상태로, 당간지주의 간략화된 모습이어서, 양 기둥이 없이 깃대만 있다. 길쭉한 4각이면서도 각 모서리를 다듬어 결국 8각형의 모습을 하고 있다. 아래는 굵고 위로 오를수록 점점 가늘어지며 맨 위에는 둥글게 마무리되었다. 지주를 생략한 점과 맨 윗부분을 철제고리가 아닌 둥근형태로 처리한 것은 매우 특이하다.
현재는 사찰의 흔적이 남아 있지 않으나 사찰에 속해 있던 당간으로 짐작된다. 주변에서 질이 좋은 청자 조각과 기와조각들이 발견되어 고려말·조선초 사이에 세운 것으로 짐작된다.

## 참고 문헌
- 고흥신호리석주 - 국가유산청 국가유산포털